# Івашка з палацу піонерів (мультфільм)
Івашка з палацу піонерів (рос. Ивашка из дворца пионеров) — радянський мальований мультфільм 1981 року режисера Геннадія Сокольського. Пригоди сучасного хлопчика-піонера у казковій ситуації. Дещо схожі сюжет і назва були у мультфільму «Івашка та Баба-Яга», заснованого на російській казці «Івашко». Знятий на студії Союзмультфільм.

## Сюжет
Баба-Яга до свого Дня народження наказала гусям-лебедям принести їй з найближчого села «хлопчика вгодованого та вихованого», з якого вона зібралася приготувати частування для гостей. Гуси-лебеді, пролітаючи повз Палацу піонерів, викрадають піонера Ваню Уфімцева, який майструє в цей момент радіокеровану машинку. Баба-Яга зачиняє Ваню в комірчині, а сама вирішує виспатися перед приходом гостей. Той зі своєї сумки дістає пилку, вибирається з комірчини і міцно пов'язує господарку хати ізолентою. Та, прокинувшись, вимагає, щоб піонер звільнив її, погрожуючи, що з ним розправляться її гості, проте Ваню це не лякає.
Перший гість Баби-Яги — Кiт-Баюн, який поглядом присипляє пташок і мишей. Ваня робить з радіокерованої машини мишку і пускає її. Кіт не може її приспати, люто ганяється за нею і влітає в комірчину, де піонер і замикає її. Другий гість — Кощій Безсмертний у залізних обладунках, що прискакав на іграшковому коні. Ваня за допомогою підкови та динамомашини робить потужний електромагніт, притягує їм Кощія і, зрештою, змушує його з ганьбою втекти. Третій гість — триголовий Змій Горинич. Ваня дістає із сумки вогнегасник і набиває всі три пащі Змія піною. Приголомшений Змій відлітає разом із хатинкою. Залишаються тільки грубка на курячих ніжках і прив'язана до неї Баба-Яга. Яга, що здалася у відчаї, наказує гусакам-лебедям віднести Івана назад: «Щоб духу його тут не було!»

## Творці
- Автори сценарію — Едуард Успенський, Геннадій Сокольський
- Режисер — Геннадій Сокольський
- художник-постановник — Єлизавета Жарова
- композитор — Михайло Меєрович
- оператор — Михайло Друян
- звукооператор — Володимир Кутузов
- художники-мультиплікатори: Антоніна Альошина, Олексій Букін, Галина Зеброва, Володимир Захаров, Олександр Мазаєв, Йосип Куроян, Сергій Дежкін
- ролі озвучували: Світлана Харлап — Івашка, Юхим Кациров - Баба-Яга, Гаррі Бардін — Кощій Безсмертний (звукові ефекти)
- редактор — Тетяна Папорова
- директор картини — Нінель Липницька